# Labirinti del cuore
Labirinti del cuore è un album della cantante italiana Irene Fargo, pubblicato dall'etichetta discografica Carosello con distribuzione Ricordi nel 1993.
Il disco è prodotto ed arrangiato da Fio Zanotti.
Il brano Non sei così era entrato nell'elenco dei 36 candidati ad essere scelto come uno dei 24 partecipanti alla sezione "Campioni" del Festival di Sanremo, senza superare la selezione finale. Ma quando sarà, singolo di lancio dell'album, ha preso parte alla prima edizione del Festival italiano. Il disco viene pubblicato nel 1994 in Belgio con il titolo "La Musica" (JBR Records 2100884).

## Tracce
1. Ma quando sarà (R. Facchinetti, V. Negrini)
2. Facile (Mariella Nava)
3. Ti porterò via (I. Graziani, D. Fossati)
4. Se non fosse (Kaballà)
5. Io ti vedo (Uomo lo sai) (F. Zanotti, D. Battaglia, V. Negrini)
6. Movimenti circolari (D. Fossati)
7. Non sei così (R. Facchinetti, V. Negrini)
8. Qualcuno come me (R. Facchinetti, V. Negrini)
9. Inverno (Mariella Nava)

## Formazione
- Irene Fargo – voce, cori
- Dodi Battaglia – chitarra
- Fio Zanotti – tastiera, pianoforte
- Paolo Gianolio – chitarra
- Rilly – programmazione
- Paolo Costa – basso
- Lele Melotti – batteria
- Claudio Pascoli – sax
- Lalla Francia, Silvia Mezzanotte, Moreno Ferrara, Silvio Pozzoli – cori